# Come Clean (Album)
Come Clean ist das zweite Studioalbum der US-amerikanischen Post-Grunge-Band Puddle of Mudd, das im August 2001 erschien.

## Entstehung und Veröffentlichung
Die Erstveröffentlichung von Come Clean erfolgte am 28. August 2001 bei Flawless Records und Geffen Records. Das Album erschien in seiner Originalausführung als CD mit elf Titeln (Katalognummer: 493 074-2). Am 18. März 2002 erschien eine „Enhanced Limited Edition“ mit einer Akustikversion und einem Musikvideo zu Control als Bonusinhalte (Katalognummer: 493 379-2). Am 9. Juni 2017 erschien das Album erstmals als LP-Ausführung bei Music on Vinyl (Katalognummer: MOVLPL1894).
Come Clean ist das erste Album bei einem Major-Label. Das Debütalbum Abrasive wurde von der Band selbst vermarktet. Zu einem Vertrag mit Flawless Records kam es, weil Limp-Bizkit-Frontmann Fred Durst durch eine Demoaufnahme auf die Band aufmerksam wurde. Da sich die Band zu dem Zeitpunkt allerdings wieder aufgelöst hatte, stellte Durst kurzerhand um Wes Scantlin eine neue Band zusammen.
Geschrieben wurden die Lieder von den Puddle-of-Mudd-Mitgliedern, wobei die meisten Lieder von Frontsänger Wes Scantlin geschrieben, der sieben Titel alleine schrieb. Für die Produktion zeichneten alle Bandmitglieder, zusammen mit John Kurzweg, verantwortlich.

## Stil
Das Album enthält größtenteils Charakteristika des nach der Auflösung Nirvanas in den 1990er Jahren populär gewordenen Musikstils Post-Grunge und ähnelt dem von Creed, Nickelback, 3 Doors Down oder Staind.

## Titelliste
1. Control – 3:50
2. Drift & Die – 4:25
3. Out of My Head – 3:43
4. Nobody Told Me – 5:22
5. Blurry – 5:04
6. She Hates Me – 3:37
7. Bring Me Down – 4:03
8. Never Change – 3:59
9. Basement – 4:22
10. Said – 4:08
11. Piss It All Away – 5:39

## Singleauskopplungen
| Jahr | Titel        | Höchstplatzierung, Gesamtwochen, AuszeichnungChartplatzierungen (Jahr, Titel, , Platzierungen, Wochen, Auszeichnungen, Anmerkungen) | Höchstplatzierung, Gesamtwochen, AuszeichnungChartplatzierungen (Jahr, Titel, , Platzierungen, Wochen, Auszeichnungen, Anmerkungen) | Höchstplatzierung, Gesamtwochen, AuszeichnungChartplatzierungen (Jahr, Titel, , Platzierungen, Wochen, Auszeichnungen, Anmerkungen) | Höchstplatzierung, Gesamtwochen, AuszeichnungChartplatzierungen (Jahr, Titel, , Platzierungen, Wochen, Auszeichnungen, Anmerkungen) | Höchstplatzierung, Gesamtwochen, AuszeichnungChartplatzierungen (Jahr, Titel, , Platzierungen, Wochen, Auszeichnungen, Anmerkungen) | Anmerkungen                                                |
| Jahr | Titel        | DE | AT | CH | UK | US | Anmerkungen                                                |
| ---- | ------------ | --- | --- | --- | --- | --- | ---------------------------------------------------------- |
| 2001 | Control      | DE60 (9 Wo.)DE | — | CH84 (1 Wo.)CH | UK15 (6 Wo.)UK | US68 (20 Wo.)US | Erstveröffentlichung: 17. Juli 2001                        |
| 2001 | Blurry       | DE44 (9 Wo.)DE | — | CH72 (17 Wo.)CH | UK8 Gold · (13 Wo.)UK | US5 (38 Wo.)US | Erstveröffentlichung: 30. Oktober 2001 Verkäufe: + 400.000 |
| 2002 | Drift & Die  | — | — | — | — | US61 (20 Wo.)US | Erstveröffentlichung: 23. April 2002                       |
| 2002 | She Hates Me | DE20 (13 Wo.)DE | AT7 (14 Wo.)AT | CH23 (13 Wo.)CH | UK14 Gold · (7 Wo.)UK | US13 (23 Wo.)US | Erstveröffentlichung: 13. August 2002 Verkäufe: + 435.000  |

## Rezeption

### Preise
Bei den Billboard Music Awards 2002 wurde die Band in fünf Kategorien nominiert und gewann davon vier: Neben den Preisen als beste Rock-Band und beste Modern Rock-Band gewannen sie auch die Preise als bester Rock-Titel und bester Modern Rock-Titel für Blurry. In der Kategorie für die beste Band wurden sie ebenfalls nominiert.

### Rezensionen
Für Stephan Friedrich von laut.de seien Puddle of Mudd einer der hoffnungsvollsten Retro-Grunge-Akts der nächsten Jahre. Auch ohne die Unterstützung von Fred Durst wäre der Band der Durchbruch gelungen. Auch wenn die Klasse von 3 Doors Down oder Alice in Chains nicht erreicht werde, so sei das Album doch eine durchgängig solide und gute Scheibe. Matthias Eisen von cdstarts.de wird bei Come Clean an Nirvana erinnert. Puddle Of Mudd hört sich an wie Nirvana. Ganz ehrlich. […] Alleine schon das kantige "Nobody Told Me" erinnert frappierend, vor allem durch den Gesang, an Cobain-Werke. Die Musik sei abwechslungsreich und eingängig und hätte eine gewisse Tiefe. Insgesamt vergibt er 8.5 von 10 möglichen Punkten. Bret Love von Allmusic vergab hingegen nur 2.5 von 5 Punkten.

## Kommerzieller Erfolg

### Chartplatzierungen
| ChartsChartplatzierungen       | Höchstplatzierung | Wochen |
| ------------------------------ | ----------------- | ------ |
| Deutschland (GfK)              | 10 (38 Wo.)       | 38     |
| Österreich (Ö3)                | 8 (37 Wo.)        | 37     |
| Schweiz (IFPI)                 | 26 (38 Wo.)       | 38     |
| Vereinigte Staaten (Billboard) | 9 (88 Wo.)        | 88     |
| Vereinigtes Königreich (OCC)   | 12 (41 Wo.)       | 41     |

| ChartsJahrescharts (2002)      | Platzierung |
| ------------------------------ | ----------- |
| Deutschland (GfK)              | 32          |
| Österreich (Ö3)                | 31          |
| Schweiz (IFPI)                 | 96          |
| Vereinigte Staaten (Billboard) | 24          |
| Vereinigtes Königreich (OCC)   | 60          |

| ChartsJahrescharts (2003)      | Platzierung |
| ------------------------------ | ----------- |
| Vereinigte Staaten (Billboard) | 114         |

### Auszeichnungen für Musikverkäufe
| Land/Region                  | Auszeichnungen für Musikverkäufe (Land/Region, Auszeichnung, Verkäufe) | Verkäufe  |
| ---------------------------- | ---------------------------------------------------------------------- | --------- |
| Australien (ARIA)            | Gold                                                                   | 35.000    |
| Deutschland (BVMI)           | Gold                                                                   | 150.000   |
| Kanada (MC)                  | Platin                                                                 | 100.000   |
| Neuseeland (RMNZ)            | Gold                                                                   | 7.500     |
| Schweiz (IFPI)               | Gold                                                                   | 20.000    |
| Vereinigte Staaten (RIAA)    | 3× Platin                                                              | 3.000.000 |
| Vereinigtes Königreich (BPI) | Platin                                                                 | 300.000   |
| Insgesamt                    | 4× Gold · 4× Platin ·                                                  | 3.612.500 |